# Sociale structuur
Sociale structuur is het betrekkelijk vaste en duurzame patroon in het sociaal handelen. De relatie kan betrekking hebben op individuen (mensen, ook dieren), groepen en instituties. Relaties worden daarbij bepaald door de sociale positie en de sociale rol. Bij elke rol wordt een bepaald gedrag verwacht volgens bepaalde sociale conventies. Het naleven hiervan wordt versterkt door sociale controle en internalisering, het proces waarbij mensen zich waarden en normen eigen maken, zodat deze regels na verloop van tijd niet langer worden beschouwd als van buitenaf opgelegde voorschriften, maar als zelf gekozen richtlijnen.
De term sociale structuur wordt in de dierlijke gedragsleer ook gebruikt voor socialiteit bij de bestudering van dierpopulaties.
Het structure-agency-debat is de methodologische discussie of sociale structuur of het menselijk handelen centraal moet worden gesteld in de sociale wetenschappen. Voor de aanhangers van structuur geldt dat vooral socialisatie bepalend is voor gedrag, terwijl de aanhangers van agency – het potentieel tot handelen – stellen dat elk individu over autonomie en vrije wil beschikt die bepalend is voor het gedrag. Dat beide van belang zijn, wordt vrij algemeen aanvaard, alleen zien aanhangers de eigen benadering als vruchtbaarder om tot verklaringen te komen. Buiten de meest extreme standpunten wordt de wisselwerking tussen beide mechanismes benadrukt.